# Maren Kaminski
Maren Kaminski (* 15. Februar 1979 in Bramsche) ist eine deutsche Politikerin (Die Linke). Sie ist Mitglied des 21. Deutschen Bundestages.

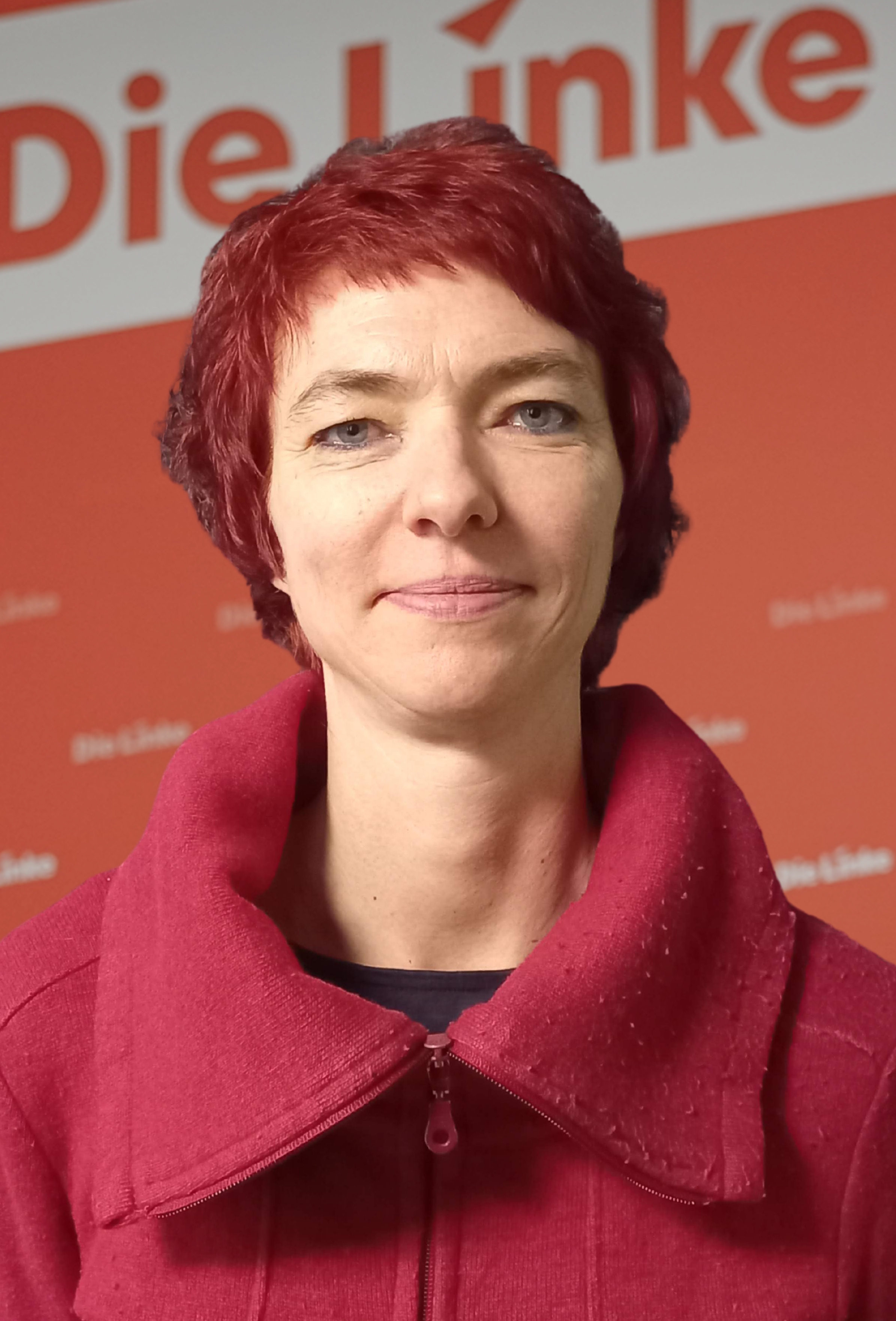
Maren Kaminski, MdB (2025)

## Leben
Kaminski studierte Sozialwissenschaften an der Leibniz Universität Hannover. Anschließend wurde sie Gewerkschaftssekretärin der Gewerkschaft Erziehung und Wissenschaft. Sie lebt in Hannover-Linden und hat eine Tochter.

## Politik
Sie war zunächst Mitglied der SPD und engagierte sich bei den Jusos. Infolge der Hartz-Reformen der Schröder-Regierung wechselte sie zur PDS. 2013 trat sie in Hannover als Oberbürgermeisterkandidatin für Die Linke an. Von 2007 bis 2013 wurde sie durch den Verfassungsschutz Niedersachsens beobachtet, der eine V-Person auf sie angesetzt hatte. Sie ist Kreisvorsitzende der Linken in Hannover.

### Landtagswahlen
Zur niedersächsischen Landtagswahl 2013 kandidierte sie als Direktkandidatin im Wahlkreis Hannover-Buchholz. 
Zur niedersächsischen Landtagswahl 2022 kandidierte sie als Direktkandidatin im Landtagswahlkreis Langenhagen.

### Bundestagswahlen
Zur Bundestagswahl 2005 trat sie als Direktkandidatin im Wahlkreis Hannover-Land I für Die Linke an. 
Zur Bundestagswahl 2009 trat sie als Direktkandidatin im Wahlkreis Osnabrück Stadt für Die Linke an.
Zur Bundestagswahl 2025 trat Kaminski als Direktkandidatin im Wahlkreis Stadt Hannover II sowie auf Listenplatz 3 der niedersächsischen Linkspartei an und wurde über die Landesliste in den Bundestag gewählt.
Kaminski ist im 21. Deutschen Bundestag Obfrau der Fraktion Die Linke im Ausschuss für Bildung, Familie, Senioren, Frauen und Jugend sowie stellvertretendes Mitglied im Ausschuss für wirtschaftliche Zusammenarbeit und Entwicklung. Für ihre Fraktion ist sie Sprecherin für Berufliche Bildung, Weiterbildung und Digitale Bildung.

## Positionen
Im August 2022 äußerte sich Kaminski gegen die damals von der Ampel-Regierung geplante Gasumlage und rief dazu auf, man müsse die „Regierung umlegen“. Die Formulierung sorgte für öffentliche Empörung. Die Linke in der Region Hannover bezeichnete die Äußerungen als „unsachlichen Shitstorm“ und Kaminski erklärte ihre Aussagen selbst, dass sie in Anlehnung der Kampagne „Wer nicht ausbildet, wird umgelegt!“ des Deutschen Gewerkschaftsbundes, der Solid sowie der Jusos aus 1992 waren.